# Parafia św. Wojciecha w Kraśnicy
Parafia św. Wojciecha w Kraśnicy – jedna z 11 parafii rzymskokatolickich dekanatu opoczyńskiego diecezji radomskiej.

## Historia

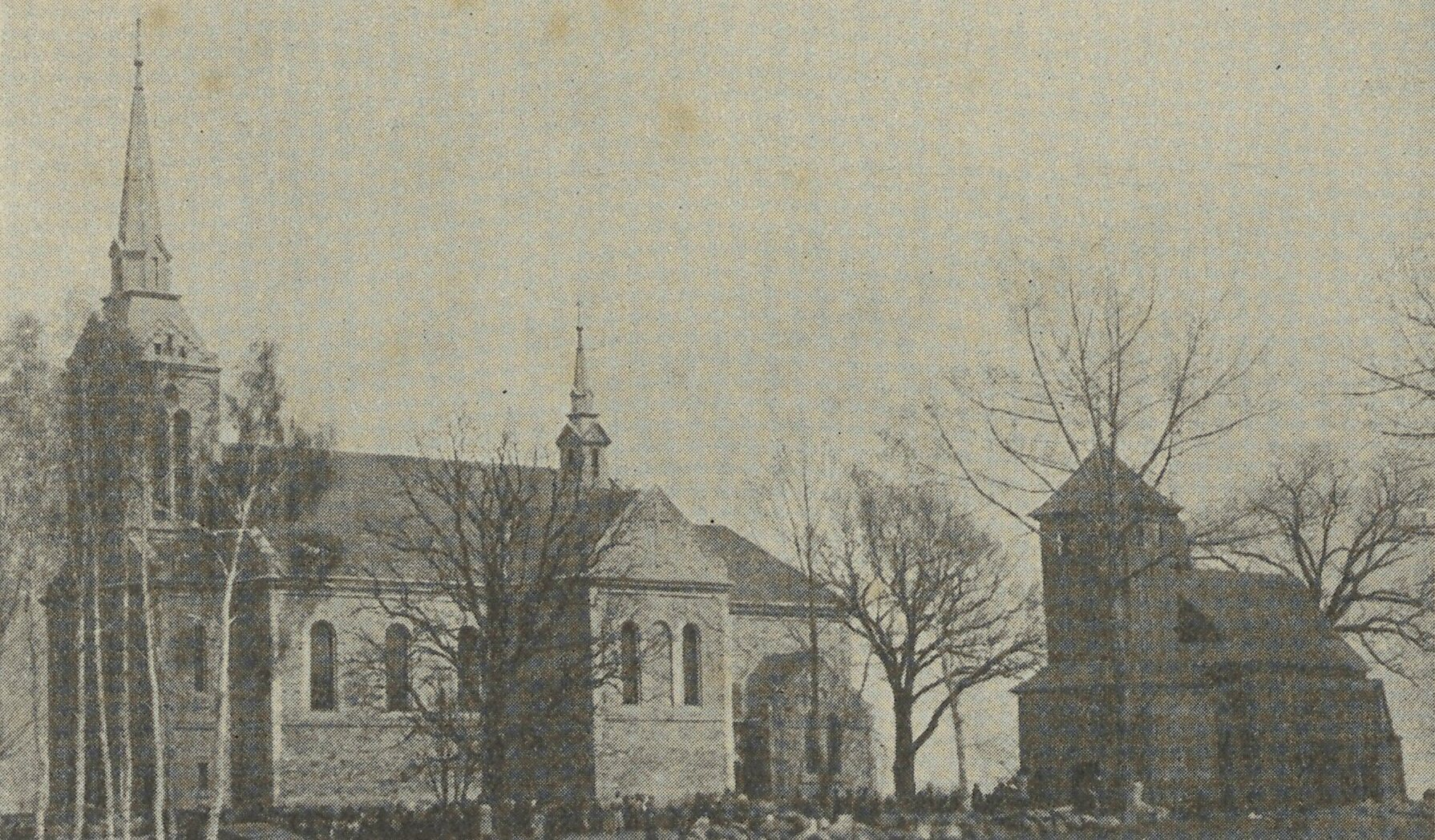
Nowy i stary kościół przed 1913

Parafia jest z fundacji Kraśnickich, herbu Rawicz. Erygowana była przed 1470 i z tego okresu pochodził pierwotny kościół drewniany. Kolejny drewniany był wzniesiony około 1521. Ta trzynawowa świątynia została rozebrana w 1917. Istniejąca obecnie na cmentarzu przykościelnym kaplica pw. św. Wojciecha pochodzi z materiału po tymże. Obecny kościół pw. św. Wojciecha zbudowany został według projektu arch. Alfreda Bąkowskiego, z fundacji parafian i rodziny dziedziców Bąkowskich oraz pielgrzymów kompanii warszawskiej. Kamień węgielny pod tę świątynię położono 12 października 1897. Budowa trwała w latach 1899–1904 staraniem ks. Kazimierza Podwysockiego. W 1920 konsekracji świątyni dokonał bp. Paweł Kubicki. Kościół jest budowlą w stylu neoromańskim, wzniesioną z piaskowca.

## Proboszczowie
- 1946–1965 – ks. Zygmunt Mochocki
- 1965–1973 – ks. Stanisław Wrocławski
- 1973–1978 – ks. Jerzy Smerda
- 1978–2006 – ks. kan. Antoni Ulman
- 2006–2019 – ks. Jacek Bajon
- 2019 – ks. Dariusz Laseczka

## Terytorium
- Do parafii należą: Antoniów, Dąbrówka, Dęba, Dęborzeczka, Kraśnica, Modrzew, Modrzewek, Ziębów[1].